# Protohermes decolor
Protohermes decolor är en insektsart som beskrevs av Navás 1931. Protohermes decolor ingår i släktet Protohermes och familjen Corydalidae. Inga underarter finns listade i Catalogue of Life.